# Валтер Бонча
Валтер Бонча (на словенски: Valter Bonča) е словенски колоездач.

## Биография
Роден е на 17 март 1968 година в град Любляна, СР Словения.
Участва в олимпийските игри през 1988 и 1992 година, където не печели медал. През 1995 година спечелва Обиколката на Словения. През 2005 година завършва на 3-то място в международното състезание „По стъпките на Крал Никола“. Има 4 медала от републиканските първенства на Словения. През 2003 година е сребърен медалист на шосе. В дисциплината „индивидуално бягане по часовник“ е шампион през 2000 година и сребърен медалист през 2003 и 2005 година.
По време на кариерата си се състезава за отбори от Италия, Колумбия, Полша, Австрия, Словения, като сред тях са клубовете „Перутнина Птуй“, Птуй и „Сава“.